# Wormaldia ambigua
Wormaldia ambigua is een schietmot uit de familie Philopotamidae. De soort komt voor in het Palearctisch gebied.